# Studio op. 10 n. 12 (Chopin)
Lo Studio op. 10 n. 12 in Do minore, conosciuto anche con i titoli apocrifi La caduta di Varsavia o Rivoluzionario (appellativo datogli da Franz Liszt), è una composizione per pianoforte scritta da Fryderyk Chopin nel 1831. 

## Storia
Secondo uno dei primi biografi di Chopin, Karasowski, lo Studio in Do minore venne scritto di getto, nel settembre 1831, mentre il compositore si trovava a Stoccarda nel momento in cui venne a conoscenza del fallimento dell'insurrezione polacca  stroncata dalle truppe russe. La Rivolta di Novembre ebbe inizio a Varsavia il 29 novembre 1830; Chopin non fu in grado di partecipare attivamente alla sommossa a causa delle sue instabili condizioni di salute e infine raggiunse Parigi nello stesso mese del 1831. Il fatto narrato è probabilmente vero, come riportato da molti altri biografi; i caratteri dello Studio trovano peraltro riscontro in alcuni passi del diario che Chopin scrisse proprio mentre si trovava a Stoccarda e impostò alcune composizioni, tra cui lo Studio, sotto l'impulso emotivo nato dal momento particolare che stava vivendo. Tuttavia è ben poco probabile che il musicista abbia scritto tutto il brano in quel frangente; la tecnica, la scrittura espressiva, la perfezione formale e l'accuratezza della composizione sono ben lontane dall'improvvisazione. L'opera ha avuto quindi origine dall'impulso nato dalla passione politica e dall'improvvisazione da cui scaturirono i primi accordi e gli impetuosi arpeggi discendenti, ma fu completato in seguito, a Parigi, con un lavoro di rifinitura che ha portato alla perfezione espressiva, strutturale e formale.
Lo Studio in Do minore fu l'ultimo brano trasmesso dalla radio polacca nel settembre 1939, prima che venisse presa in consegna dalla truppe tedesche.

## Analisi
Lo Studio si presenta, fin dal principio, caratterizzato da un impetuoso scorrere della mano sinistra, che porta a creare un ambiente sonoro di forte pathos e drammaticità. Su questo violento incedere della mano sinistra, si inseriscono icastici e incisivi motti melodici della mano destra. L'accompagnamento della mano sinistra, nel suo costante moto, ascendente e discendente, risulta per tutto il brano omogeneo e unitario ed è frutto dell'unione di una serie di figurazioni diverse.
Nel finale, per Chopin, sorse il problema di come chiudere un brano caratterizzato da una così forte e inusitata spinta cinetica. Abbandonata, dunque, la tradizionale coda trionfalistica, il musicista sostituì ad essa, con grande intuizione, una verticale caduta verso il basso, per scaricare tutta l'energia accumulata nel corso del pezzo, poi, portando il tema iniziale da otto a sedici battute, realizzò una sensazione di sfinimento dello stesso e la frantumazione improvvisa del discorso melodico; infine, un'intensa discesa con un lancinante unisono a due mani e, per concludere, la risoluzione su quattro poderosi accordi nel registro più basso.
Quando Chopin componeva influenzato da una forte carica emotiva, come nel caso di questo Studio, spesso era attratto da rievocazioni di opere di altri musicisti. Le suggestioni beethoveniane in questo lavoro sono infatti evidenti, come l'ultimo tempo della Sonata op. 57; si può anche notare come un'affinità con il finale del primo movimento della Sonata op. 111, opera che, però, Chopin probabilmente non aveva mai ascoltato.
L'intento didattico presente nello Studio in Do minore è essenzialmente sviluppare la forza e l'agilità della mano sinistra; al pianista è richiesta una grande elasticità del polso e una totale flessibilità del braccio senza la quale il brano diventa difficilmente eseguibile.